# より大いなる神の栄光のために
より大いなる神の栄光のために（よりおおいなるかみのえいこうのために、ラテン語: Ad Majorem Dei Gloriam / Ad majórem Dei glóriam）は、略記して AMDG と記されることもある、カトリック教会の修道会イエズス会のモットー。英語では、「For the greater glory of God.」とされる。

## 意味
この語句の起源は、イエズス会の創始者である聖イグナチオ・デ・ロヨラによっており、彼はこの言葉で会の宗教的哲学の要石となる感情を表すことを意図していたとされる。ロヨラの言葉とされる文言の全文は、「Ad maiorem Dei gloriam inque hominum salutem（より大いなる神の栄光と人類救済のために）」であった。この言葉は、邪悪なものでない働きは何であれ、たとえ通常は精神生活とは無関係と思われるような働きであっても、神の栄光のためになされる営為である限り精神的に有意義なものであり得る、という理念を要約したものである。

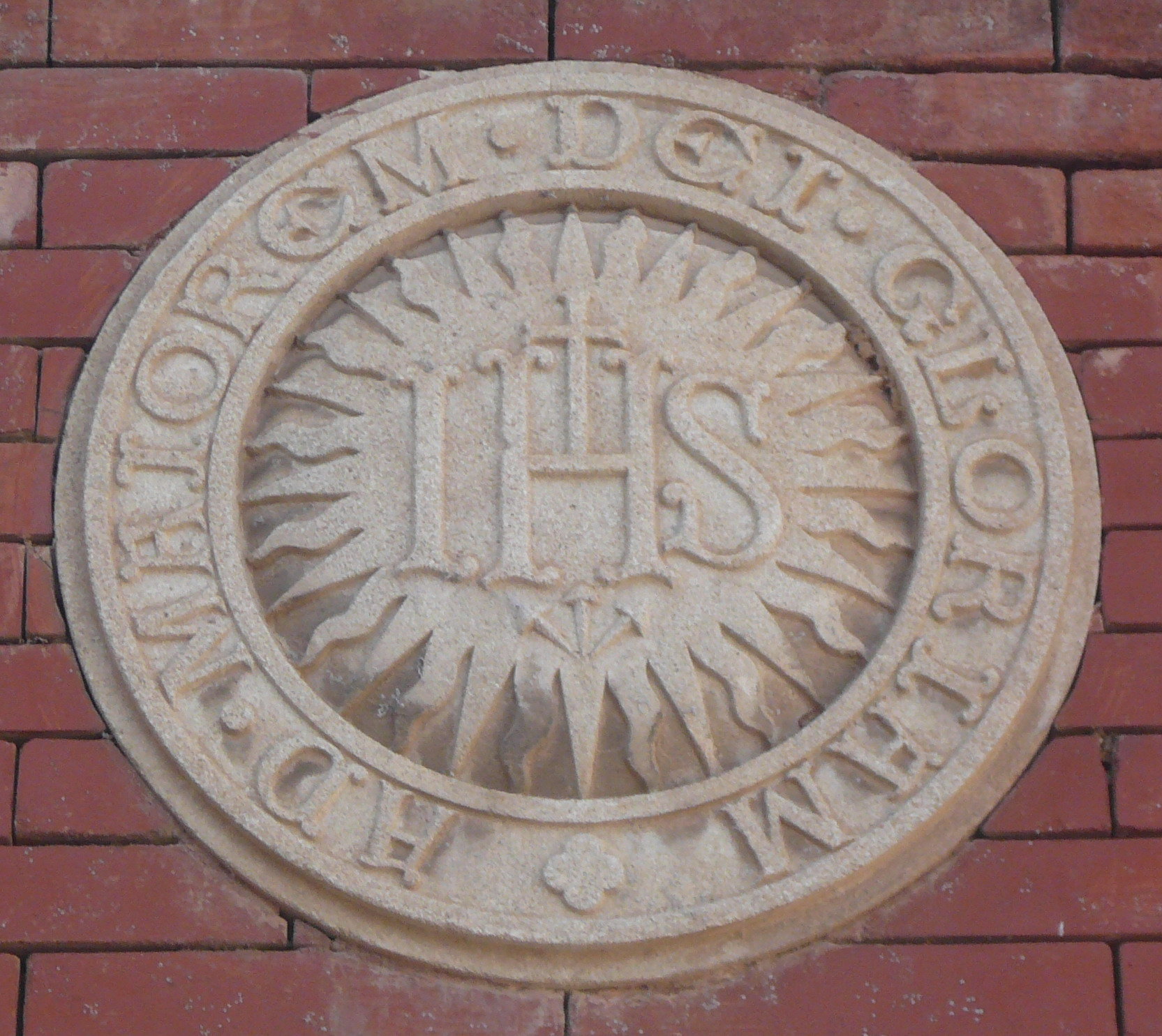
Ad maiorem Dei gloriam

よくあるイエズス会関係のエンブレムには、「IHS」という頭文字を取り囲んで、このモットーが記されていることが多い。この「IHS」は、3文字（イオタ、エータ、シグマ）から成るギリシア語のモノグラムであり、3世紀以来イエスの名を表す略語として用いられている。ロヨラは、このモノグラムを、イエズス会総長としての自身の印章に用いたので（1541年）、それはそのままイエズス会のエンブレムとなった。「IHS』はしばしば「Jesus Hominum (Hierosolymae) Salvator（イエス、人類（エルサレム）の救い主）」の意であると誤解されることがある。

## 使用例
ロヨラが聖人として、書物を持っている姿で描かれる場合、そこにこのモットーが書き込まれ、彼の宗教的著作『霊操』を表現することがしばしばある。
この語句は、数多くのイエズス会の教育機関においてモットーとされており、これにはイエズス会大学連盟の会員校28大学のうち8大学や、世界中の多数の高等学校が当てはまる。日本でも栄光学園が校名の由来としていたり、上智福岡中学高等学校が建学の精神としている。
ジョージタウン大学のガストン・ホール (Gaston Hall) には、この語句に続けて「inque hominum salutem」と記され、より長い語句である「より大いなる神の栄光と人類救済のために」とされている。多くのイエズス会関係の建物では、フォーダム大学のキャンパスにある建物群に典型的なように、隅石に「AMDG」と刻んでおり、さらにこの大学の学内教会に備えられた 2,776本のパイプをもつパイプオルガン「Maior Dei Gloria（より大いなる神の栄光）」が、このモットーに因んだ名称となっている。
かつて、イエズス会関係の学校や大学では、生徒や学生たちに「AMDG」の頭文字を文書の最初に書き記させ、たとえ宿題のようなものであっても神の栄光に捧げられなければならないと戒めていた。この略記は、ヨハン・ゼバスティアン・バッハや、教皇ヨハネ・パウロ2世の署名にも、しばしば添えられていた。
カトリック系のフラタニティであるアルファ・デルタ・ガンマのモットーは、「Ad Dei Gloriam（神の栄光のために）」である。このモットーは、フラタニティの名称の由来となっており、ラテン語の頭文字「ADG」をギリシア語に置き換えてアルファ、デルタ、ガンマとしたのである。
フラン・オブライエンの著作『ハードライフ (The Hard Life)』の登場人物であるイエズス会士は、この語句を何度も引用する。サー・エドワード・エルガーは、ジョン・ヘンリー・ニューマン枢機卿の長編詩にもとづいたオラトリオ『ゲロンティアスの夢』の献辞に、この語句を用いた。1939年には、ベンジャミン・ブリテンが、ジェラード・マンリ・ホプキンスの7篇の詩にもとづいて合唱曲「A.M.D.G. (Ad Majorem Dei Gloriam)」を作曲した。2014年には、アメリカ合衆国の典礼作曲家ダン・シュッテが、礼拝の聖歌、ミサ曲として「Ad Maiorem Dei Gloriam」を書いた。日本におけるイエズス会士たちを描いたマーティン・スコセッシ監督の映画『沈黙 -サイレンス- (Silence)』では、クレジットに「Ad majorem Dei gloriam」と記されている。アルトゥーロ・ペレス＝レベルテの2000年の小説『La carta esférica』と、それにもとづいた2007年の映画では、イエズス会士たちが乗り込んだ架空の船「Dei Gloria（神の栄光）」の遭難が描かれた。